# Tom Hughes
Tom Hughes (Cheshire, 18 de abril de 1985) é um ator inglês.
Seus papéis incluem, Michael Rogers em Agatha Christie's Marple, Jonty Millingden no drama Trinity da ITV, Chaz Jankel em Sex & Drugs & Rock & Roll, Bruce Pearson em Caindo no Mundo, e Nick Slade em Silk da BBC. Ele também interpretou Joe Lambe, o papel de protagonista em 2014 no drama da BBC sobre Guerra Fria, The Game. Desde de 2016, atuou no papel de Príncipe Albert, na série Victoria da ITV.

## Infância
Hughes nasceu e cresceu em Upton by Chester, Cheshire, onde frequentou a escola secundária local. Seu pai, Roy, é um músico. Frequentou o grupo de Teatro Juvenil Liverpool Everyman. Ele era um membro do Cheshire Youth Theatre e da Jigsaw Music Theatre Company, e formou-se na Academia Real de Arte Dramática , em 2008, com um diploma de Bacharel em Artes em atuação.

## Carreira
Em 2009, ele apresentou o spin off da BBC Casualty 1909, e na ITV em Trinity. Em 2010, ele participou do filme de Ian Dury, Sex & Drugs & Rock & Roll como colega de Dury, Chaz Jankel, e estrelou como rebelde Bruce Pearson na comédia-drama Cemetery Junction, por Ricky Gervais e Stephen Merchant. No mesmo ano ele apareceu em Sweet Nothings por David Harrower no Young Vic, dirigido por Luc Bondy, e foi indicado para uma BIFA Prêmio de Estreante Mais Promissor. Em 2011, ele foi nomeado um dos 42 BAFTA Brits to Watch.
Em 2011, ele apareceu como aluno advogado Nick Slade na BBC em Silk, , bem como no thriller da BBC  Page Eight, ao lado de Ralph Fiennes e Rachel Weisz.
Em 2016, atuou como o Príncipe Albert na série Victoria da ITV.

## Filmografia
| Ano               | Título                       | Papel                             | Notas                                                                 |
| ----------------- | ---------------------------- | --------------------------------- | --------------------------------------------------------------------- |
| 2009              | Tortoise                     | Charlie                           | Curta-metragem                                                        |
| 2009              | Storage                      | Jason                             |                                                                       |
| 2009              | Casualty 1909                | Dr. Harry Ingrams                 | 6 episódios                                                           |
| 2009              | Trinity                      | Jonty Millington                  | 8 episódios                                                           |
| 2010              | Sex & Drugs & Rock & Roll    | Chaz Jankel                       |                                                                       |
| 2010              | Cemetery Junction            | Bruce Pearson                     | Nomeado—British Independent Film Award por ator novato mais promissor |
| 2011              | Page Eight                   | Ralph Wilson                      | Telefilme                                                             |
| 2011              | Silk                         | Nick Slade                        | 6 episódios                                                           |
| 2012              | Richard II                   | Aumerle                           | Telefilme                                                             |
| 2013              | The Lady Vanishes            | Max                               | Telefilme                                                             |
| 2013              | About Time                   | Jimmy Kincade                     |                                                                       |
| 2013              | Eight Minutes Idle           | Dan                               |                                                                       |
| 2013              | Stay with Me                 |                                   |                                                                       |
| 2013              | Dancing on the Edge          | Julian                            | 5 episódios                                                           |
| 2013              | Agatha Christie's Marple     | Michael Rogers                    | Episódio: "Endless Night"                                             |
| 2013              | Columbite Tantalite          | Mark                              | Curta-metragem                                                        |
| 2014              | I Am Soldier                 | Sargento/Soldado Mickey Tomlinson |                                                                       |
| 2014              | Derek                        | Andy                              | 1 episódio                                                            |
| 2015              | The Game                     | Joe Lambe                         | Série da UK TV                                                        |
| 2015              | Dare to Be Wild              | Christy Collard                   |                                                                       |
| 2015              | The Incident                 | Joe                               |                                                                       |
| 2016              | Neil Gaiman's Likely Stories | Eddie Barrow                      | Episódio: "Feeders and Eaters"                                        |
| 2016              | London Town                  | Johnny                            |                                                                       |
| 2016              | Realive - Project Lazarus    | Marc Jarvis                       |                                                                       |
| 2016–presente     | Victoria                     | Prince Albert                     | Série de TV                                                           |
| 2017              | Madame                       | Steven Frederick                  |                                                                       |
| 2017              | Paula                        | James Morecroft                   | Série de TV                                                           |
| 2018              | Red Joan                     | Leo Galich                        |                                                                       |
| 2020              | A Discovery of Witches       | Kit Marlowe                       | Recorrente                                                            |
| 2022              | The English                  | Thomas Trafford                   | 5 episódios                                                           |
| sem data definida | Those About to Die           | Titus Flavianus                   | futura série                                                          |

## Prêmios e Indicações
| Ano  | Prêmio                             | Categoria             | Trabalho         | Resultado |
| ---- | ---------------------------------- | --------------------- | ---------------- | --------- |
| 2010 | British Independent Film Awards    | Ator Novato Promissor | Cemetery Juction | Indicado  |
| 2021 | Oxford International Film Festival | Melhor Ator           | The Laureate     | Venceu    |